# Utivarachna gui
Espèce
Synonymes
- Trachelas gui Zhu, Song & Kim, 1998

Utivarachna gui est une espèce d'araignées aranéomorphes de la famille des Trachelidae.

## Distribution
Cette espèce est endémique de Chine. Elle se rencontre à Hainan et au Fujian.

## Description
Les mâles mesurent de 3,46 à 4,01 mm et les femelles de 3,10 à 3,70 mm.

## Étymologie
Cette espèce est nommée en l'honneur de Mao-bing Gu.

## Publication originale
- Zhu, Song & Kim, 1998 : Two species of spiders of the genus Trachelas (Araneae: Corinnidae) from China. Korean Journal of Systematic Zoology, vol. 14, p. 425-428.